# Maminas
Maminas là một xã trong quận Durrës thuộc hạt Durrës, Albania. Dân số năm 2005 là 4625 người.